# Astangu
Astangu is een subdistrict of wijk (Estisch: asum) binnen het stadsdistrict Haabersti in Tallinn, de hoofdstad van Estland. De wijk telde 4.377 inwoners op 1 januari 2020. De naam betekent ‘terras’ of ‘rots’. De ondergrond van de wijk bestaat, net als die van de aangrenzende wijk Mäeküla, uit kalksteen.
De wijk grenst vanaf het noorden met de wijzers van de klok mee aan de wijken Väike-Õismäe, Kadaka, Vana-Mustamäe en Mäeküla en aan de gemeente Harku.

## Bijzonderheden

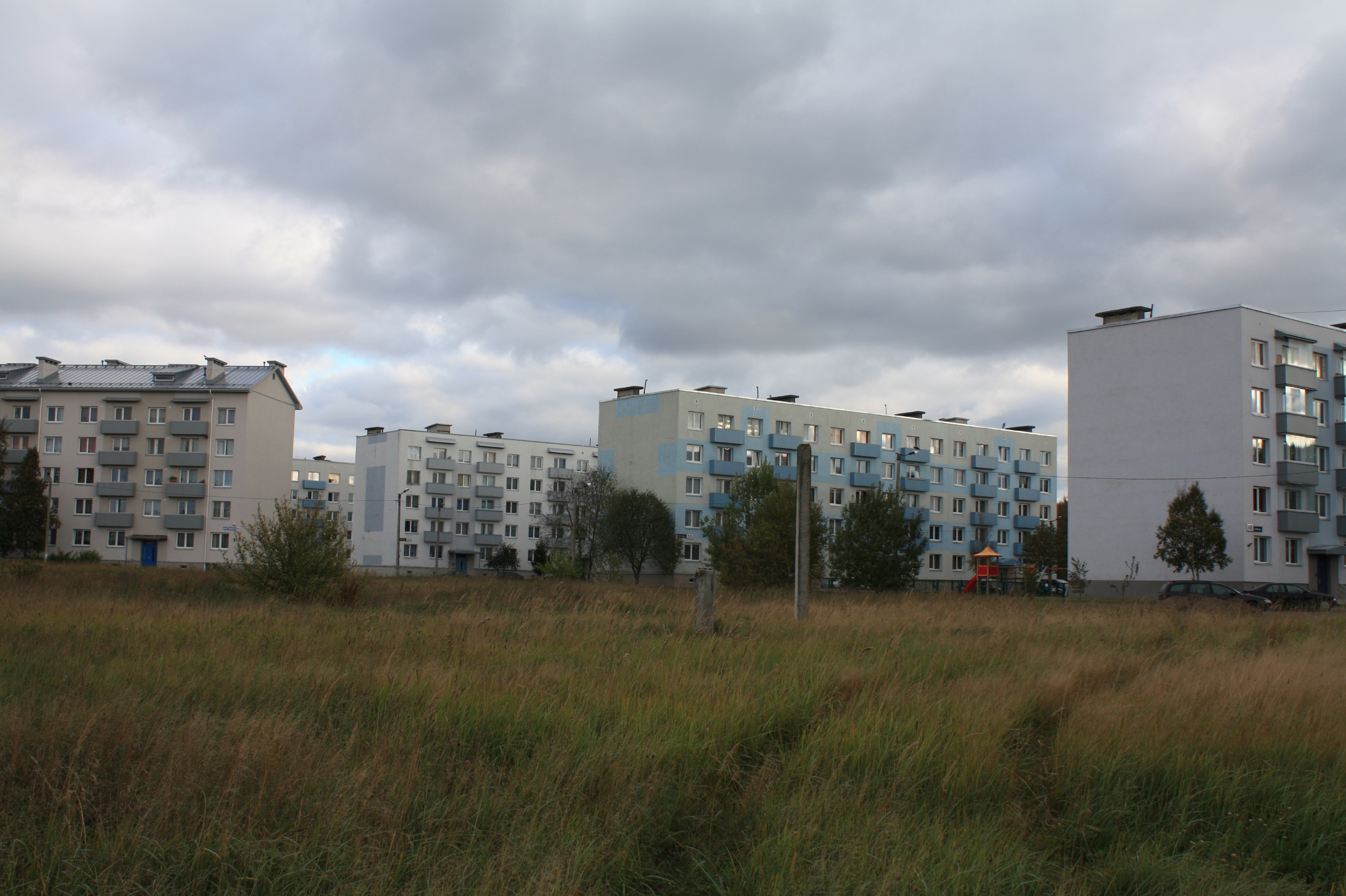
Sovjetflats in Astangu

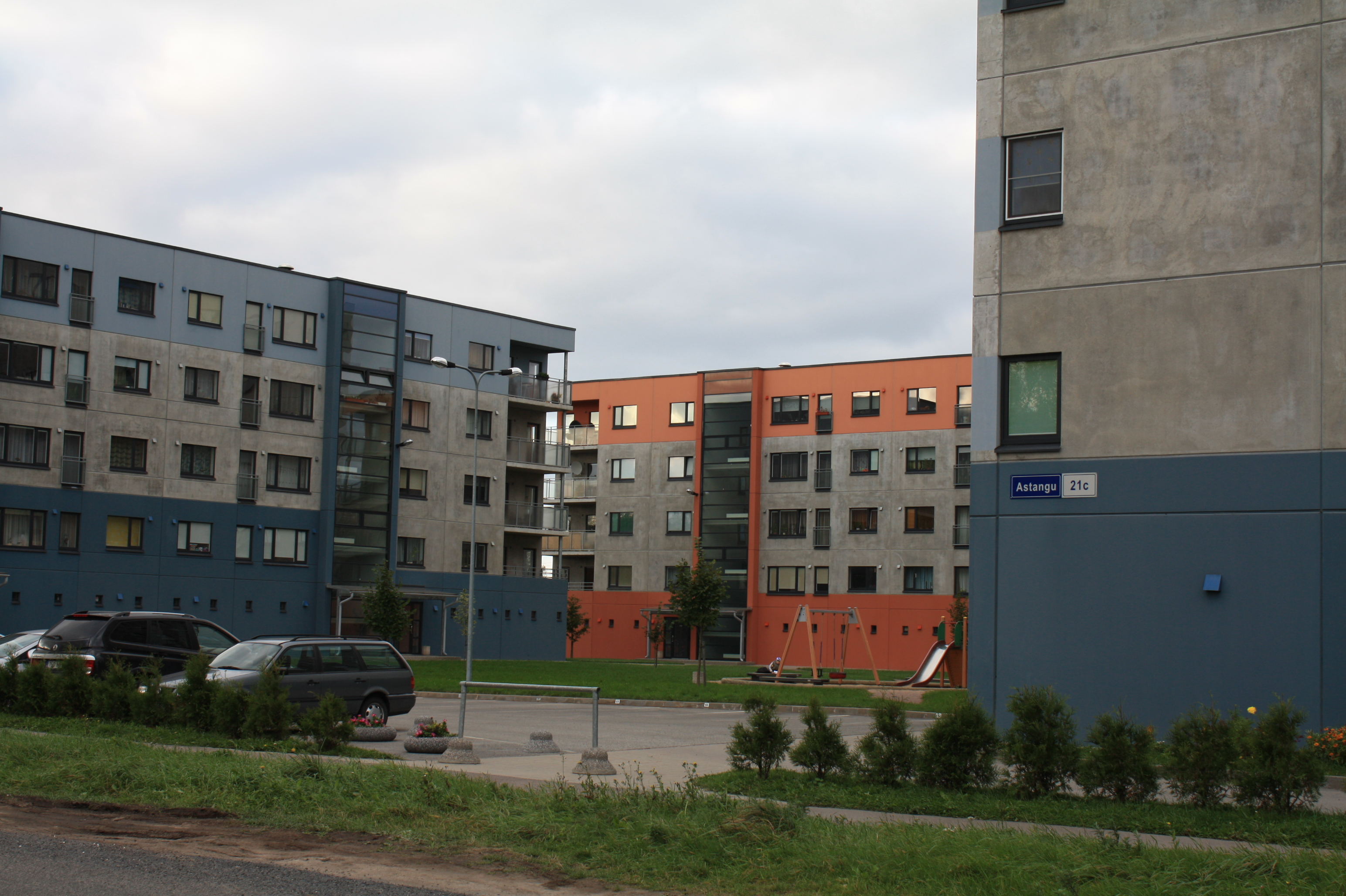
Moderne appartementencomplexen

De wijk bestaat in feite uit één grote weg, de Astangu tänav, met aan weerszijden een netwerk van kleinere straatjes met woonblokken. De wijk heeft alleen hoogbouw. De eerste flats zijn neergezet in de jaren tachtig van de 20e eeuw, tijdens de Sovjetbezetting, en waren bedoeld voor militairen van het Sovjetleger. Na het herstel van de Estische onafhankelijkheid in 1991 zijn die flats opgeknapt en werden ze verhuurd of verkocht aan burgers. Ook is er een aantal moderne flats bijgebouwd.
Het zuidelijk deel van Astangu is nog altijd onbebouwd.
In de wijk Mäeküla ten zuiden van Astangu werd tijdens de Eerste Wereldoorlog gebouwd aan een grote munitie-opslagplaats, die nooit is afgeraakt. Ondergronds werd een heel stelsel van tunnels aangelegd. Een deel van het tunnelstelsel loopt door onder Astangu.
In de wijk is een re-integratiecentrum gevestigd, het Astangu Kutserehabilitatsiooni Keskus. Hier krijgen mensen met een handicap een opleiding voor een passend beroep en probeert men hen aan werk te helpen. Het instituut is in heel Estland enig in zijn soort.
Astangu wordt bediend door buslijn 61, die naar het ziekenhuis in de wijk Järve gaat.